# Maillères
Maillères település Franciaországban, Landes megyében. Lakosainak száma 230 fő (2022. január 1.). Maillères Arue, Bélis, Brocas, Canenx-et-Réaut, Lucbardez-et-Bargues és Pouydesseaux községekkel határos.

## Népesség
A település népességének változása:
| Lakosok száma | 169  | 136  | 176  | 190  | 230  | 240  | 243  | 235  | 231  | 230  |
|               | 1968 | 1982 | 1990 | 2006 | 2013 | 2015 | 2017 | 2019 | 2020 | 2022 |